# Willy Logan
William Logan, més conegut com a Willy Logan   (Saint John, 15 de març de 1907 - Sackville, 6 de novembre de 1955), fou un patinador de velocitat sobre gel canadenc que va competir durant les dècades de 1920 i 1930.
Va participar en les proves de patinatge de velocitat dels Jocs Olímpics d'Hivern de 1928 realitzats a Sankt Moritz (Suïssa) sense obtenir grans resultats. En els Jocs Olímpics d'Hivern de 1932, realitzats a Lake Placid, aconseguí finalitzar en tercera posició de les proves de 1.500 i 5.000 metres, així com cinquè en els 500 metres. Morí a la seva residència de Sackville, població també situada a Nova Brunswick.
Rècords personals
| Prova   | Temps  | Data |
| ------- | ------ | ---- |
| 500 m   | 45.2   | 1928 |
| 1.500 m | 2.35.6 | 1928 |
| 5.000 m | 9.58.3 | 1928 |